# Arum meryemianum
Arum meryemianum, vrsta je kozlaca, gomoljasti geofit iz porodice kozlačevki.).
A. meryemianum je otkrivena u jugoistočnoj Anatoliji, u pokrajini Osmaniye, i opisana je (2023.) kao nova vrsta za znanstveni svijet. Srodna je vrstama A. maculatum, A. concinnatum i A. italicum. Nova vrsta može se lako razlikovati od spoemutih vrsta po mnogim morfološkim značajkama.
Ime vrste dano je u čast Meryem Çelik, majke trećeg autora Mehmeta Çelika.